# CD Alcoyano
Club Deportivo Alcoyano – hiszpański klub piłkarski, grający w Segunda División B, mający siedzibę w mieście Alcoy.

## Historia
Klub został założony 13 września 1929, w wyniku fuzji dwóch innych klubów, Racingu i Levante. W 1942 klub po raz pierwszy awansował do Segunda División, a trzy lata później wygrał jej rozgrywki i wywalczył awans do Primera División. Pobyt w niej trwał rok. W sezonie 1946/1947 CD Alcoyano zajęło drugie miejsce w Segunda División i ponownie wywalczył promocję do Primera División. W sezonie 1947/1948 zajął 10. miejsce w La Liga i utrzymał się. Spadł z niej w sezonie 1948/1949. Po raz ostatni (stan na marzec 2016) grał w Primera División w sezonie 1950/1951. Od 1969 do 2011 klub występował najwyżej na trzecim poziomie rozgrywkowym. W sezonie 2010/2011 powrócił do Segunda División, jednak spędził w niej tylko rok.

## Stadion
Domowe mecze klub rozgrywał na stadionie o nazwie Estadio El Collao, który może pomieścić 4688 widzów.

## Historia występów w pierwszej lidze
| Sezon     | Pozycja      | M  | Pkt. | Z | R | P  | GZ | GS |
| --------- | ------------ | -- | ---- | - | - | -- | -- | -- |
| 1945/1946 | 13. (spadek) | 26 | 19   | 7 | 5 | 14 | 39 | 54 |
| 1947/1948 | 10.          | 26 | 22   | 9 | 4 | 13 | 40 | 52 |
| 1948/1949 | 13. (spadek) | 26 | 21   | 8 | 5 | 13 | 30 | 54 |
| 1950/1951 | 15. (spadek) | 30 | 14   | 6 | 2 | 22 | 36 | 92 |

## Sezony
| Sezon   | Poziom rozgr. | Liga     | Miejsce | Puchar Króla |
| ------- | ------------- | -------- | ------- | ------------ |
| 1941/42 | 3             | Regional | 1.      |              |
| 1942/43 | 2             | 2ª       | 8.      |              |
| 1943/44 | 2             | 2ª       | 4.      |              |
| 1944/45 | 2             | 2ª       | 1.      |              |
| 1945/46 | 1             | 1ª       | 13.     |              |
| 1946/47 | 2             | 2ª       | 1.      |              |
| 1947/48 | 1             | 1ª       | 10.     |              |
| 1948/49 | 1             | 1ª       | 13.     |              |
| 1949/50 | 2             | 2ª       | 1.      |              |
| 1950/51 | 1             | 1ª       | 15.     |              |
| 1951/52 | 2             | 2ª       | 3.      |              |
| 1952/53 | 2             | 2ª       | 7.      |              |
| 1953/54 | 2             | 2ª       | 14.     |              |
| 1954/55 | 3             | 3ª       | 1.      |              |
| 1955/56 | 3             | 3ª       | 4.      |              |
| 1956/57 | 3             | 3ª       | 1.      |              |
| 1957/58 | 2             | 2ª       | 18.     |              |
| 1958/59 | 3             | 3ª       | 5.      |              |

| Sezon   | Poziom rozgr. | Liga     | Miejsce | Puchar Króla |
| ------- | ------------- | -------- | ------- | ------------ |
| 1959/60 | 3             | 3ª       | 6.      |              |
| 1960/61 | 3             | 3ª       | 3.      |              |
| 1961/62 | 3             | 3ª       | 2.      |              |
| 1962/63 | 3             | 3ª       | 2.      |              |
| 1963/64 | 3             | 3ª       | 9.      |              |
| 1964/65 | 3             | 3ª       | 3.      |              |
| 1965/66 | 3             | 3ª       | 6.      |              |
| 1966/67 | 3             | 3ª       | 1.      |              |
| 1967/68 | 2             | 2ª       | 3.      |              |
| 1968/69 | 2             | 2ª       | 13.     |              |
| 1969/70 | 3             | 3ª       | 3.      |              |
| 1970/71 | 3             | 3ª       | 6.      |              |
| 1971/72 | 3             | 3ª       | 4.      |              |
| 1972/73 | 3             | 3ª       | 7.      |              |
| 1973/74 | 3             | 3ª       | 16.     |              |
| 1974/75 | 4             | Regional | 2.      |              |
| 1975/76 | 4             | Regional | 2.      |              |
| 1976/77 | 4             | Regional | 2.      |              |

| Sezon   | Poziom rozgr. | Liga | Miejsce | Puchar Króla |
| ------- | ------------- | ---- | ------- | ------------ |
| 1977/78 | 4             | 3ª   | 4.      |              |
| 1978/79 | 4             | 3ª   | 4.      |              |
| 1979/80 | 4             | 3ª   | 10.     |              |
| 1980/81 | 4             | 3ª   | 5.      |              |
| 1981/82 | 4             | 3ª   | 1.      |              |
| 1982/83 | 3             | 2ªB  | 7.      |              |
| 1983/84 | 3             | 2ªB  | 8.      |              |
| 1984/85 | 3             | 2ªB  | 8.      |              |
| 1985/86 | 3             | 2ªB  | 5.      |              |
| 1986/87 | 3             | 2ªB  | 12.     |              |
| 1987/88 | 3             | 2ªB  | 10.     |              |
| 1988/89 | 3             | 2ªB  | 9.      |              |
| 1989/90 | 3             | 2ªB  | 4.      |              |
| 1990/91 | 3             | 2ªB  | 4.      |              |
| 1991/92 | 3             | 2ªB  | 9.      |              |
| 1992/93 | 3             | 2ªB  | 14.     |              |
| 1993/94 | 3             | 2ªB  | 9.      |              |
| 1994/95 | 3             | 2ªB  | 8.      |              |
| 1995/96 | 3             | 2ªB  | 17.     |              |
| 1996/97 | 4             | 3ª   | 1.      |              |

| Sezon   | Poziom rozgr. | Liga | Miejsce | Puchar Króla |
| ------- | ------------- | ---- | ------- | ------------ |
| 1997/98 | 4             | 3ª   | 7.      |              |
| 1998/99 | 4             | 3ª   | 3.      |              |
| 1999/00 | 4             | 3ª   | 12.     |              |
| 2000/01 | 4             | 3ª   | 17.     |              |
| 2001/02 | 4             | 3ª   | 10.     |              |
| 2002/03 | 4             | 3ª   | 5.      |              |
| 2003/04 | 4             | 3ª   | 2.      |              |
| 2004/05 | 3             | 2ªB  | 7.      |              |
| 2005/06 | 3             | 2ªB  | 5.      |              |
| 2006/07 | 3             | 2ªB  | 3.      |              |
| 2007/08 | 3             | 2ªB  | 9.      |              |
| 2008/09 | 3             | 2ªB  | 1.      |              |
| 2009/10 | 3             | 2ªB  | 4.      |              |
| 2010/11 | 3             | 2ªB  | 3.      | II runda     |
| 2011/12 | 2             | 2ª   | 21.     | III runda    |
| 2012/13 | 3             | 2ªB  | 4.      | I runda      |
| 2013/14 | 3             | 2ªB  | 6.      | I runda      |
| 2014/15 | 3             | 2ªB  | 6.      | 1/16 finału  |
| 2015/16 | 3             | 2ªB  | 6.      | I runda      |
| 2016/17 | 3             | 2ªB  | 1.      | II runda     |

- 4 sezony w Primera División
- 12 sezonów Segunda División
- 24 sezony w Segunda División B
- 30 sezonów Tercera División

## Reprezentanci kraju grający w klubie
Stan na marzec 2016.
| - Enrique Galán - Daniel Mañó - Mundo - Antonio Vidal - Aboubacar Camara | - Sergio Barila - Anselmo Eyegue - Raúl Fabiani - Anthony Lozano - Nicolás Fedor |